# Jaubert Gaucelm
Jaubert Gaucelm ( Perpiñán, 1375 - fallecido después del 1434) fue un pintor del gótico que algunos autores identifican como el maestro del Rosellón, formado en el taller de Pere Serra. En 1405 fue nombrado jefe del gremio de la corporación de pintores de Perpiñán, se sabe que en 1408 disponía de un taller propio en la misma ciudad.

## Obra atribuida
- Tabernáculo para la iglesia de San Mateo de Perpiñán (1398).
- Retablo de Rivesaltes (1400).
- Retablos de Ceret (1422).
- Retablo de Bula de Arriba (1426).